# بولنت أكين
بولنت أكين (بالتركية: Bülent Akın)‏ هو لاعب كرة قدم تركي وبلجيكي في مركز الوسط، ولد في 28 أغسطس 1978 في مدينة بروكسل في بلجيكا. شارك مع منتخب تركيا تحت 21 سنة لكرة القدم. أما مع النوادي، فقد لعب مع إسطنبول سبور وبولتون واندررز ودينيزلي سبور وغلطة سراي وغنتشلربيرليغي ونادي تورك تليكوم ويني ملطية سبور.

## وصلات خارجية
- بولنت أكين على موقع الاتحاد الأوربي (الإنجليزية)
- بولنت أكين على موقع اتحاد تركيا (لاعب) (الإنجليزية)
- بولنت أكين على موقع اتحاد تركيا (مدرب) (الإنجليزية)
- بولنت أكين على موقع قاعدة بيانات كرة القدم.إي يو (الإنجليزية)
- بولنت أكين على موقع Soccerbase.com (لاعب) (الإنجليزية)
- بولنت أكين على موقع Soccerway.com (الإنجليزية)
- بولنت أكين على موقع عالم كرة القدم.نت (الإنجليزية)